# Latibulus nigrinotum
Latibulus nigrinotum là một loài tò vò trong họ Ichneumonidae.